# كاتاندرا (فيكتوريا)
كاتاندرا هي قرية صغيرة في فيكتوريا، أستراليا. وهي تقع في مدينة شيبارتون.